# Ľuboš Micheľ
Ľuboš Micheľ (n. 16 mai 1968, Stropkov, Cehoslovacia, astăzi Slovacia) este un fost arbitru slovac de fotbal.
Micheľ a devenit arbitru FIFA la vârsta de 25 de ani. El a oficiat meciuri la Campionatul Mondial de Fotbal 2002, Euro 2004, Campionatul Mondial de Fotbal 2006, Euro 2008, dar și Finala Cupei UEFA 2003 dintre Porto și Celtic și Finala Ligii Campionilor 2008 dintre Manchester United și Chelsea Londra.
Micheľ a fost clasat de către IFFHS al 3-lea în topul celor mai buni arbitri din lume în 2005, și al doilea în 2006, iar în 2007 a fost din nou pe poziția a treia.
Pe 23 octombrie 2008 el s-a retras din arbitraj din cauza unor probleme la tendonul lui Achilles. Ultimul meci arbitrat de el a fost FC Metalurg Zaporijia vs. FC Metalist Harkiv din Premier Liha.